# Danny Gabbidon
Daniel Leon Gabbidon (Cwmbran, Gales, 8 de agosto de 1979) es un exfutbolista galés. Jugaba de defensa y fue profesional entre 1998 y 2015.

## Selección nacional
Fue internacional con la selección de fútbol de Gales en 49 ocasiones.

## Clubes
| Club                       | País       | Año       |
| -------------------------- | ---------- | --------- |
| West Bromwich Albion F. C. | Inglaterra | 1998-2000 |
| Cardiff City F. C.         | Gales      | 2000-2005 |
| West Ham United F. C.      | Inglaterra | 2005-2011 |
| Queens Park Rangers F. C.  | Inglaterra | 2011-2012 |
| Crystal Palace F. C.       | Inglaterra | 2012-2014 |
| Cardiff City F. C.         | Gales      | 2014-2015 |